# Cudalbi
Cudalbi é uma comuna romena localizada no distrito de Galaţi, na região de Moldávia. A comuna possui uma área de 138.19 km² e sua população era de 7966 habitantes segundo o censo de 2007.